# Vészi János (újságíró)
| Vészi János                               | Vészi János |
| Kattints az alábbi külső linkek egyikére! | Kattints az alábbi külső linkek egyikére! |
| ----------------------------------------- | --- |
| Nem található szabad kép.(?)              | |
| külső link · jogvédett                    | Vészi János (1927–2003) művelődéstörténész, az általános művelődési központok működését leíró teoretikus. Közművelődési Arcképcsarnok.                                                                                               |
| külső link · jogvédett                    | Nagy Imre családja - középen veje, Vészi János és lánya, Nagy Erzsébet - a volt miniszterelnök Hősök terén felállított ravatalánál. Budapest, 1989. június 16. Készítette Tóth István Csaba. Tulajdonos: MTI Zrt. fotószerkesztőség. |
| külső link · jogvédett                    | Budapest. Rákóczi út 17. Balra Vészi János, jobbra Obersovszky Gyula újságírók. 1990. Donor: Erdei Katalin. |
| külső link · jogvédett                    | Vészi János. A Nagy Imre emlékház igazgatói voltak. |

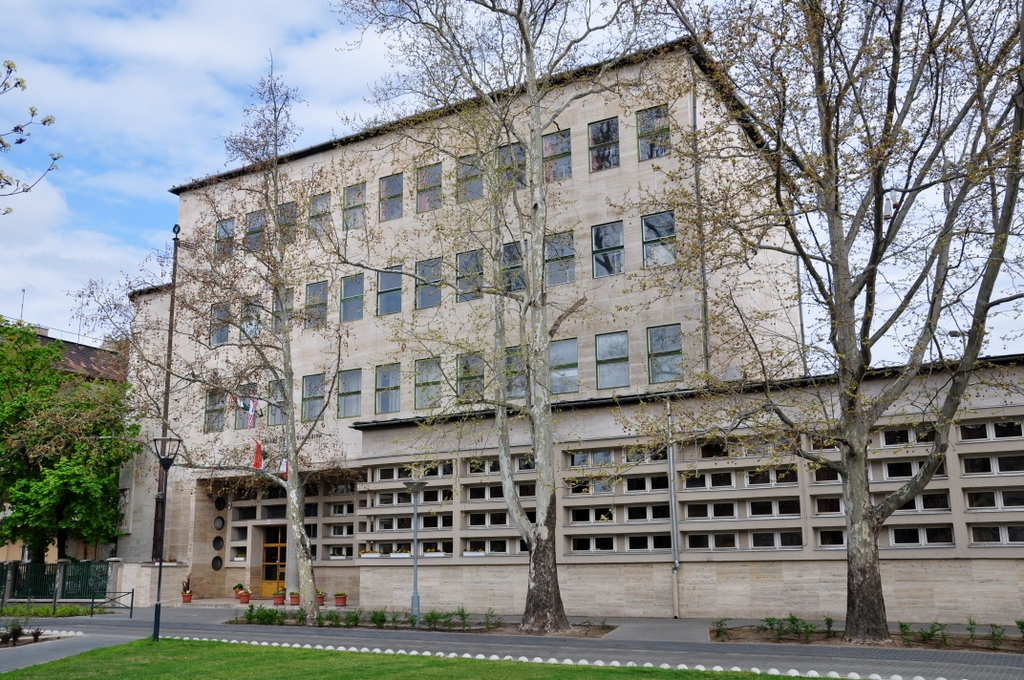
1962-1973 között az Óbudai Árpád Gimnáziumban először csak technika órákat tartott, majd történelmet tanított.

Vészi János (Budapest, 1927. május 30. – Budapest, 2003. március 16.) újságíró, író, művelődéskutató, tanár.

## Életútja, munkássága
A Magyar Acélárugyár munkása volt, majd munkaszolgálatos. 1944-ben deportálták. 1945 és 1946 között az MKP tagja, rendőrtiszt. 1946-ban kizárták a pártból. 1950 és 1953 között a Népművelési Híradó, majd 1954-ig a Népművelés főszerkesztője. 1954-ben kizárták az MDP-ból. 1956-ban az Országos Széchényi Könyvtár Nemzeti Bizottságának tagja. 1956 októberében Obersovszky Gyulával az Igazság című lapot szerkesztette. 1957-ben kizárták a Magyar Újságírók Szövetségéből, fizikai munkás lett. Később is tudatosan vállalta 1956 eszméit, az önigazgató és művelt társadalom eszméjére alapozta az alfák, a helyi társadalom művelődési folyamatainak integrált egységét helyreállító társadalmi-intézményi utópia, az ÁMK koncepcióját. Ezt a célt szolgálta „száműzött” könyvtárosként, középiskolai tanárként 1962 és 1973 között az Óbudai Árpád Gimnáziumban, ahol 1962-től először csak technika órákat, majd történelmet tanított. 1973-tól a Népművelési Intézet Művelődési Otthon Osztályának, majd az 1976-tól 1979-ig az Oktatási Osztályának vezetője volt. Az elsőnek említett osztályon igényesen és részletesen kidolgozta – Kovács Sándorral és Varga Tamással közösen – „A művelődési otthoni tevékenység távlati koncepcióját” az 1976 és 1990 közötti időszakra, azaz 15 évre előre. Fő vonalakban ebben a tervben foglaltak megvalósítására alakult meg az akkori három intézménytípus minden földrajzi területet reprezentáló kísérleti csapata, mintegy 25-30 „kiemelt” művelődési központ, ugyanennyi művelődési ház és ugyanennyi klubkönyvtár vezetőjéből. Ezt követően az Országos Pedagógiai Intézet középvezetője volt. 1990 és 1995 között a fővárosi III. kerületi Polgármesteri Hivatal ügyosztályvezetője.
1989-ben rehabilitálta csak hivatalosan a magyar újságírás. Aranytoll díjas újságíró, a Magyar Újságírók Országos Szövetségének örökös tagja. Élete legfontosabb tisztsége 1989-től a Nagy Imre Társaság ügyvezető elnöki posztja volt, továbbá a Nagy Imre emlékház igazgatója is volt. 1991-től az 1956-os Magyar Forradalom Történetének Dokumentációs és Kutatóintézetének az igazgatója. 1995 óta az ELTE Szociológiai Intézetben egyetemi tanár. A Magyar Újságírók Szövetsége Etikai Bizottságának elnöke.

## Legfontosabb publikációi
- Alfa születik. Tankönyvkiadó, Budapest, 1980
- Gyengeség: (regény) Budapest, Párizs. Irodalmi Újság. Könyv. Petőfi Irodalmi Múzeum. 1990
- Nagy Imre: Viharos emberöltő. Szerkesztette: Vészi János. Szántó László utószavával és a jegyzeteivel. Nagy Imre Alapítvány. Budapest, 2002

## Díjai, elismerései
- Kultúráért-díj (1990)
- Karádi Károly-díj (1995)
- A Magyar Köztársasági Érdemrend tisztikeresztje (1997), polgári tagozat
- Aranytoll (2001)